# Urbano José Allgayer
Urbano José Allgayer (* 16. März  1924 in Lajeado, Rio Grande do Sul, Brasilien; † 14. Mai 2019 in Passo Fundo) war ein brasilianischer Geistlicher und römisch-katholischer Bischof von Passo Fundo.

## Leben
Urbano José Allgayer studierte Philosophie und Theologie am Zentralseminar „Unserer Lieben Frau von der Empfängnis“ in São Leopoldo sowie Philosophie an der jesuitischen Universität Unisinos in São Leopoldo. Er  empfing am 10. Dezember 1950 die Priesterweihe. 1983 absolvierte er in Rom an der Päpstlichen Gregorianischen Universität eine Weiterbildung in Neuem Kanonischen Recht.
Er war Sekretär der Regionalkonferenz 3 der CNBB, Professor für Ethik und Geschichte der Kirche an der Pontifícia Universidade Católica do Rio Grande do Sul, Gründer von Itepa – Institut für Theologie und Pastoral von Passo Fundo – und Autor des Buchkompendiums für katholische Morallehre.
Papst Paul VI. ernannte ihn am 5. Februar 1974 zum Titularbischof von Tunnuna und zum Weihbischof in Porto Alegre. Der Erzbischof von Porto Alegre, Alfredo Vicente Kardinal Scherer, spendete ihm am 24. März desselben Jahres in der Kathedrale von Porto Alegre die Bischofsweihe; Mitkonsekratoren waren Alberto Frederico Etges, Bischof von Santa Cruz do Sul, und Nei Paulo Moretto, Bischof von Cruz Alta.
Papst Johannes Paul II. ernannte ihn am 4. Februar 1982 zum Bischof von Passo Fundo. Am 19. Mai 1999 nahm Johannes Paul II. sein altersbedingtes Rücktrittsgesuch an.